# Illvarden
Illvarden är en ö i Finland. Den ligger i Finska viken och i kommunen Borgå i den ekonomiska regionen  Borgå i landskapet Nyland, i den södra delen av landet. Ön ligger omkring 37 kilometer nordöst om Helsingfors.
Öns area är 13,6 hektar och dess största längd är 0,7 kilometer i sydöst-nordvästlig riktning. Ön höjer sig omkring 25 meter över havsytan. I omgivningarna runt Illvarden växer i huvudsak blandskog.